# Muzeum Kolejnictwa w Warszawie

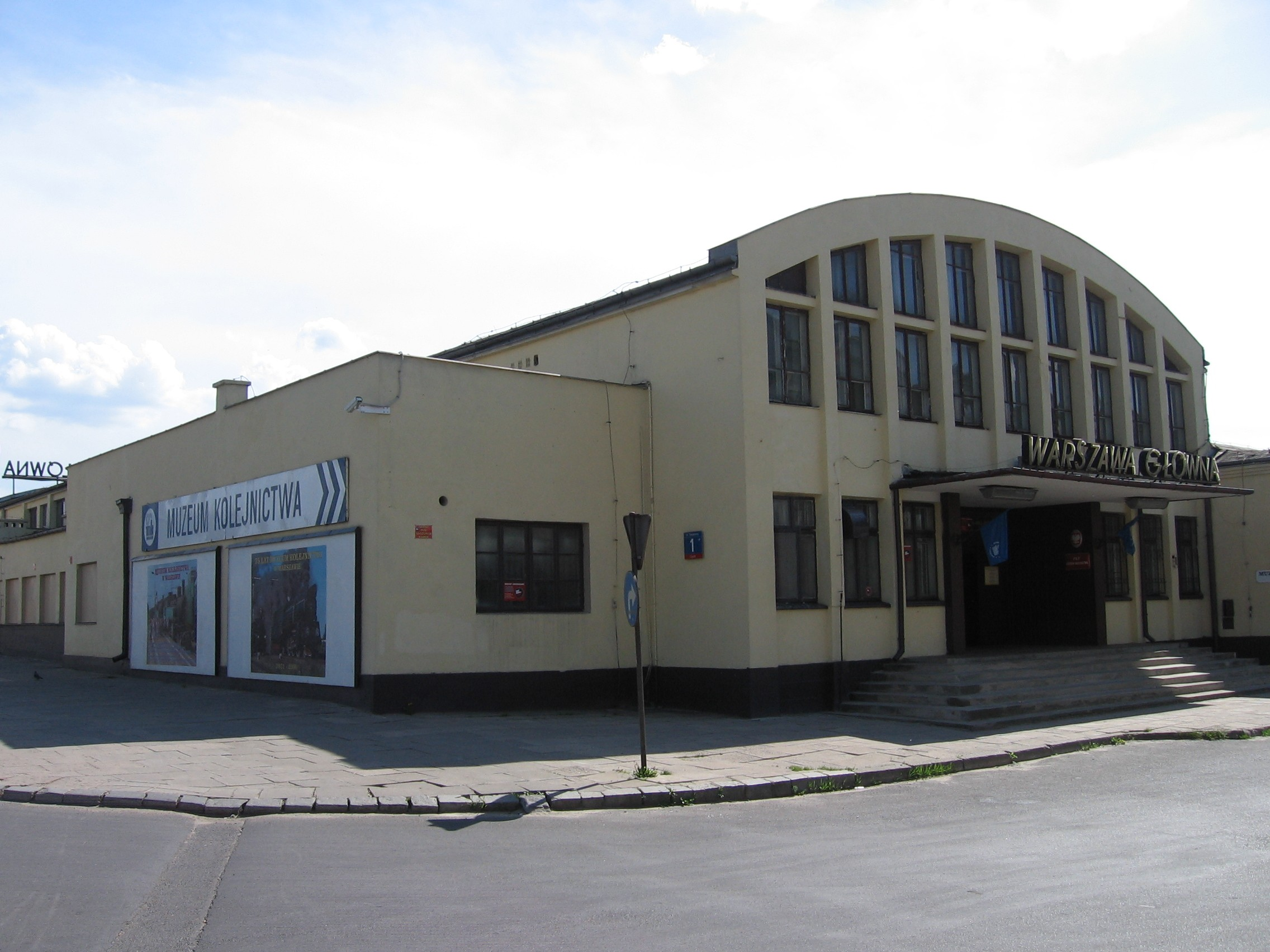
Warszawa Główna – siedziba muzeum od 1972 do 2016

Muzeum Kolejnictwa w Warszawie – muzeum kolejowe w Warszawie istniejące w latach 1928–2016. Od 1972 roku mieściło się w budynku byłego Dworca PKP Warszawa Główna Osobowa przy ul. Towarowej 3.  
Do zwiedzania oferowało ekspozycje stałe (historyczne) i czasowe, dużą ekspozycję modeli kolejowych w salach wystawowych oraz wystawę zabytkowego taboru normalnotorowego na wydzielonych torach w skansenie.
Poza prowadzoną na szeroką skalę działalnością naukową, we współpracy z wieloma instytucjami, organizowane były tu liczne imprezy okolicznościowe, oraz wernisaże. Muzeum zostało zlikwidowane z dniem 31 marca 2016 roku. Dysponowało licznym zbiorem bibliotecznym, który wraz z obiektami przeszedł na stan nowo powstałej instytucji kultury – Stacji Muzeum.

## Historia

### Początki muzeum
Myśl o utworzeniu Muzeum Kolejnictwa zrodziła się wśród kolejarzy wraz z odzyskaniem niepodległości w 1918. Ogrom pracy i trudności, na jakie napotykano przy uruchamianiu bardzo zniszczonego transportu kolejowego, oddaliły realizację tego zamiaru na dalsze lata. Okolicznością, która przyspieszyła powołanie Muzeum Kolejnictwa były Targi Wschodnie we Lwowie w 1927, na których urządzono pawilon komunikacji.
Muzeum Kolejnictwa powstało 18 lutego 1928. W tym dniu minister komunikacji inż. Paweł Romocki w obecności otworzył Muzeum Kolejowe w tymczasowej siedzibie, zlokalizowanej w zachodnim skrzydle ówczesnego Dworca Głównego – Wiedeńskiego. Z 1928 pochodzi również rozporządzenie ministra komunikacji Alfonsa Kuehna w sprawie zatwierdzenia Regulaminu tymczasowego Muzeum Kolejowego (Nr IV 6031/11/28, z dnia 21 maja 1928 roku, opublikowane w Dzienniku Urzędowym Ministerstwa Komunikacji Nr 16 z 1928 roku, poz. 171, s.190).
Budowa linii średnicowej spowodowała konieczność rozbiórki zachodniego skrzydła Dworca Głównego. W 1931 podjęto decyzję o przeniesieniu Muzeum Kolejowego do kolejnej, wciąż tymczasowej, siedziby. W prywatnym budynku należącym do firmy Schicht przy ul. Nowy Zjazd 1 wynajęto 20 pomieszczeń. Na powierzchni około 900 m², w 19 działach zaprezentowano dokumenty, fotografie, książki, wiele modeli i makiet. 15 grudnia 1938 Muzeum Kolejowe przekształcono w Muzeum Komunikacji wzbogacając jego ekspozycje o dwa działy: dróg kołowych i dróg wodnych. Do 1939 Muzeum zgromadziło ponad 4 tysiące eksponatów, w tym blisko 400 modeli, 250 tablic i wykresów, ponad 550 fotografii oraz 8 tysięcy książek. Nieprzystosowany do tego typu działalności budynek nie pozwalał na eksponowanie większych i cięższych maszyn i urządzeń, które gromadzono w magazynach dworcowych. Dlatego w planach przewidywano budowę docelowej siedziby w miejscu obecnego Stadionu Narodowego.

### Okres powojenny
W okresie powojennym próbę ponownego zorganizowania Muzeum podjęto w 1946. Początkowo zaczęto gromadzić dokumenty i eksponaty w Pilawie. Pozyskaną, niewielką ilość zbiorów, przeniesiono do Bytomia. Na przełomie lat 1956–57 działalność Muzeum ustała.
Decyzję o kolejnym powołaniu Muzeum Kolejnictwa podjął Minister Komunikacji w 1972, wyznaczając na jego siedzibę Dworzec Warszawa Główna Osobowa. Obiekt został otwarty 11 września 1973. Na jego pierwszą ekspozycję składały się 93 eksponaty, w tym 40 lokomotyw, z których 9 ustawiono na wolnym powietrzu. Ekspozycja nosiła tytuł Kolej Warszawsko-Wiedeńska i koleje dziś.
1 stycznia 1995 Muzeum zostało wyłączone organizacyjnie ze struktury PKP i włączone bezpośrednio do Ministerstwa Transportu. 1 stycznia 1999, na mocy ustawy, Muzeum Kolejnictwa przekazano do Samorządu Województwa Mazowieckiego. W okresie od 1972, tj. od powołania Muzeum Kolejnictwa, systematycznie powiększano zbiory i rozszerzano działalność merytoryczną, głównie związaną z historią kolejnictwa na Ziemiach Polskich. W Warszawie – wraz ze zmniejszającą się rolą Dworca Głównego przybywało powierzchni wystawienniczych i zaplecza. Po udostępnieniu Muzeum niewielkiej powierzchni (ok. 250 m²) w pomieszczeniach jeszcze czynnego dworca Warszawa Główna, zaczęto gromadzić i równocześnie eksponować pamiątki związane z historią kolejnictwa w Polsce.
Finalnie Muzeum otrzymało dwie sale wystawowe o powierzchni ok. 800 m² oraz wydzielono tory stacyjne gdzie zgromadzono zabytkowe pojazdy. W salach na wystawach stałych prezentowane są: historia kolei na Ziemiach Polskich od 1845 do okresu obecnego, początki kolei na świecie oraz wybrane eksponaty ze zbiorów Muzeum. Oprócz informacji fotograficzno-tekstowej, związanej z tymi tematami, na ekspozycji można obejrzeć wiele modeli taboru kolejowego, sztandary pracowników kolejowych z okresu międzywojennego, zegary i zegarki, lampy, telefony i mundury kolejowe, dokumenty i wiele innych związanych z historią kolejnictwa. Oprócz wystaw stałych Muzeum organizuje wystawy czasowe, najczęściej związane z wydarzeniami rocznicowymi na kolei, jak również o innej tematyce, np. obrazy oraz fotografie związane z funkcjonowaniem kolei.

### Likwidacja muzeum
Od początku XXI w. muzeum borykało się z nie do końca uregulowanym stanem prawnym dworca Warszawa Główna i jego otoczenia. Od co najmniej 2004 PKP próbowało sprzedać teren muzeum. Propozycja przeniesienia muzeum na Pragę nie spotkała się z pozytywnym odzewem muzealników.
W 2012 PKP zdecydowało o wystawieniu w przetargu nieruchomość po dawnym Dworcu Głównym przy ul. Towarowej 1 (w 2015 zmieniono adres na ul. Towarową 3), dając prawo pierwokupu tego budynku poza przetargiem samorządowi województwa mazowieckiego, któremu podlegało mieszczące się tam Muzeum Kolejnictwa.
W latach 2014–2015 nastąpiły rozmowy pomiędzy PKP S.A. a Samorządem Województwa Mazowieckiego, co w konsekwencji przyczyniło się do powołania nowej instytucji kultury, która powstała w roku 2016.
25 stycznia 2016 radni Sejmiku Województwa Mazowieckiego podjęli uchwałę w sprawie likwidacji muzeum, w związku z czym 20 lutego 2016 rozpoczęła się likwidacja muzeum, która trwała do końca marca. Następnie majątek muzeum został  przekazany nowo powstałej instytucji pn. Stacja Muzeum
Muzeum Kolejnictwa w Warszawie po raz ostatni zostało otwarte dla zwiedzających dnia 20 marca 2016.
W dawnym budynku dworca Warszawa Główna mieści się nowa instytucja kultury pn. Stacja Muzeum, która docelowo ma znaleźć swoją siedzibę na warszawskich Odolanach.

## Dyrektorzy
- 1991–2009 – Janusz Sankowski
- 2009–2014 – Ferdynand Bohdan Ruszczyc
- 2014–2016 – Cezary Karpiński
- 2016 – Joanna Kazimierska (jako dyrektor Stacja Muzeum)

## Ekspozycja plenerowa
| Seria pojazdu PKP | Oznaczenia w innych kolejach    | Układ osi | Producent                                | Lata budowy | Liczba ekspl. przez PKP | Eksploatacja przez PKP | Zdjęcie |
| ----------------- | ------------------------------- | --------- | ---------------------------------------- | ----------- | ----------------------- | ---------------------- | ------- |
| EP02              | –                               | Bo'Bo'    | Pafawag                                  | 1953–1957   | 8                       | do 1973                |         |
| ET21              | –                               | CO’Co'    | Pafawag                                  | 1957–1971   | 658                     | nadal funkcjonują      |         |
| EU20              | –                               | CO’Co'    | LEW                                      | 1955–1957   | 34                      | do 1982                |         |
| SM15              | –                               | B'B'      | Ljudinowo , Fablok                       | 1963–1966   | 27                      | do 1977                |         |
| SM25              | –                               | C         | Fablok                                   | 1961–1963   | 3                       | do 1973                |         |
| SM41              | –                               | Bo'Bo'    | Ganz-MÁVAG                               | 1961–1969   | 264                     | do 2000                |         |
| ST44              | –                               | CO’Co'    | ŁTZ                                      | 1965–1988   | 1182                    | nadal funkcjonują      |         |
| Oi1               | Pruski P6; Niemiecki 3702       | 1'C       | ?                                        | 1902–1916   | 44                      | 1918-początek lat 60.  |         |
| OKa1              | Łotewski Tk                     | 1A1       | Krupp , Dyneburg                         | 1931–1933   | 2                       | 1945–1969              |         |
| OKi1              | –                               | –         | –                                        | –           | –                       | –                      |         |
| OKl27             | –                               | 1'C'1     | HCP                                      | 1928–1933   | 122                     | 1929–?                 |         |
| OKo1              | Pruski T18; Pruski 780–5        | 2'C2'     | Vulcan-Werke Hamburg und Stettin AG      | 1916–1924   | 31                      | 1945–1975              |         |
| Ol49              | –                               | 1'C1'     | Fablok                                   | 1951–1954   | 112                     | 1952                   |         |
| Os24              |                                 | 2'D'      | Fablok                                   | 1925–1927   | 60                      | 1926–1970              |         |
| Pm2               | Niemiecki 030                   | 2'C1'     | różni                                    | 1930–1937   | 34                      | 1945–1978              |         |
| Pm3               | Niemiecki 0310                  | 2'C1'     | Borsig                                   | 1931–1941   | 10                      | 1945–1966              |         |
| Pt47              | –                               | 1'D1'     | Fablok, HCP                              | 1947–1951   | 180                     | 1947–1988              | \|      |
| Pu29              | –                               | 2'D1'     | HCP                                      | 1931        | 3                       | 1931–1970              |         |
| TKb               | TKb 129 (przemysłowy)           | B         | Hohenzollern, Düsseldorf                 | 1880        | –                       | –                      |         |
| TKbb              | –                               | – B       | – Hanomag – Hannoversche Maschinenbau AG | – 1912–1930 | – 1                     | – 1924–1974            |         |
| TKc100            | – Pruski T4.1                   | – 1B      | – Henschel & Sohn, Kassel                | – 1893      | – 1                     | – 1893–1979            |         |
| TKh               | –                               | – C       | – Orenstein & Koppel AG, Berlin-Drewitz  | – 1920      | – 1                     | – 1920–1973            |         |
| TKi3              | Pruski T93; Niemiecki 913–18    | 1'C       | Henschel, Union, Jung i inni             | 1901–1914   | 310                     | 1918–1969              |         |
| TKl100 (TKi100)   | –                               | 1'C1'     | – Borsig Lokomotiv-Werke GmbH, Berlin    | – 1934      | 1                       | – 1934–1970            |         |
| TKp               | TKp 4147 (przemysłowy)          | D         | La Meuse, Belgia                         | 1942        | –                       | –                      |         |
| TKt48             | –                               | 1'D1'     | Fablok, HCP                              | 1950–1957   | 191                     | 1950                   |         |
| TKz               | TKz 211 (przemysłowy)           | 1'E1'     | Borsig Lokomotiv-Werke GmbH, Berlin      | 1938        | –                       | –                      |         |
| Tr6               | Pruski G82–3; Niemiecki 5620–30 | 1'D       | różni                                    | 1919–1927   | –                       | 1945–1979              |         |
| Tr203             | USA S160                        | 1'D       | Alco, Baldwin, Lima                      | 1942–1945   |                         | 1946–1980              |         |
| Ty2/Ty42          | Niemiecki BR52                  | 1'E       | różni                                    | 1942–1945   | 1407                    | 1945                   |         |
| Ty43              |                                 | 1'E       | Zakłady Metalowe H. Cegielski, Poznań    | 1947        |                         | 1982                   |         |
| Ty51              | –                               | 1'E       | HCP                                      |             | 262                     |                        |         |
| PzTrWg16          | –                               | 4'D'4'    | –                                        | –           | –                       | –                      |         |

## Oddział
Oddział Muzeum Kolejnictwa – Muzeum Kolei Wąskotorowej w Sochaczewie zlokalizowane jest na terenie dawnej stacji Sochaczewskiej Kolei Dojazdowej. Jego zbiory to 170 jednostek taboru wąskotorowego, a także kolekcje historycznych fotografii, mundurów kolejowych, latarek, modeli, dokumentów, biletów, pieczątek, przedmiotów dokumentujących codzienne życie kolei wąskotorowych w Polsce. Unikat wśród jednostek taborowych stanowi najstarszy w Polsce, z 1882, prawdziwy rarytas polskiej myśli technicznej, zabytkowy parowóz z 1929 – Px29-1704 – jedyny czynny na świecie, z tej serii. Parowóz wraz z wagonami jeździ w letnie weekendy 18-kilometrową trasą z Sochaczewa, przez Brochów, aż do Puszczy Kampinoskiej.